# Флаг Федерации Вест-Индии
Флаг Вест-Индской Федерации использовался между 1958 и 1962 годами. На нём были изображены четыре равноудаленные узкие белые полосы с большим оранжево-золотым диском над двумя средними линиями в центре флага, горизонтально волнистыми по синему полю, представляющими Карибское море и солнце, сияющее на волнах. Флаг был первоначально разработан Эдной Мэнли. Флаг со сторонами, относящимися друг к другу, как 1:2; две верхние белые полосы отражают две нижние.
Официальное описание, данное в Вест-Индской газете, гласит: "утвержденный флаг имеет синюю поверхность с четырьмя белыми горизонтальными волнистыми полосами (верхняя пара полос параллельна, а нижняя пара также параллельна) и оранжевое солнце в центре. В Британском Содружестве «Синий», если не указано иное, обычно означает тот же синий, что и в Английском синем кормовом флаге. Было, однако, сделано много копий, которые расходились с этим правилом, поскольку часто встречались варианты с бледно-голубым или имперским синим полем.
Военно-морское знамя (используемое судами береговой охраны) было британским белым знаменем с федеральным флагом в кантоне.
Дни развевающегося флага были памятными днями — к ним относились дни поднятия британского флага и федеральные дни поднятия флага — 3 января, День основания Федерации; 23 февраля, День Федерации; и 22 апреля, день инаугурации федерального парламента. Здания с двумя флагштоками должны были поднимать Юнион-Джек и флаг Федерации в памятные дни и в федеральные дни; Юнион-Джек на флагштоке слева, когда он обращен к зданию. Здания только с одним флагштоком должны были поднимать Юнион Джек в памятные дни и флаг Федерации в федеральные дни.
Флаг на видеоклипах летних Олимпийских игр 1960 года, более светло-синий, имеет красный или бронзовый диск, и симметричен относительно обеих осей. Флаг Вест-Индской Федерации был поднят на тестовом матче по крикету между Австралией и Вест-Индией, состоявшемся на Барбадосе в 1999 году. Несмотря на роспуск Федерации в 1960-х годах, сборные некоторых Карибских стран и территорий по крикету, в том числе не являющихся частью Федерации, выступают вместе как одна команда в Вест-Индии, но под другим флагом.